# العلاقات الزيمبابوية الميكرونيسية
العلاقات الزيمبابوية الميكرونيسية هي العلاقات الثنائية التي تجمع بين زيمبابوي وولايات ميكرونيسيا المتحدة.

## مقارنة بين البلدين
هذه مقارنة عامة ومرجعية للدولتين:
| وجه المقارنة                                              | زيمبابوي | ولايات ميكرونيسيا المتحدة |
| --------------------------------------------------------- | --- | ------------------------- |
| المساحة (كم2)                                             | 390.76 ألف | 702                       |
| عدد السكان (نسمة)                                         | 16.53 مليون | 105.54 ألف                |
| الكثافة السكانية (ن./كم²)                                 | 42.3 | 15.03 ألف                 |
| العاصمة                                                   | هراري | باليكير                   |
| اللغة الرسمية                                             | لغة إنجليزية، اللغة الشونا، النديبيلية الشمالية ‏، لغة الشيشيوا، Barwe ‏، Kalanga language ‏، Tshwa language ‏، النداو ‏، اللغة التسونجا، لغة الإشارة الزيمبابوية ‏، اللغة السوتية، تونغا ‏، اللغة التسوانية، اللغة الفيندية، اللغة الكوسية | لغة إنجليزية              |
| العملة                                                    | دولار أمريكي | دولار أمريكي              |
| الناتج المحلي الإجمالي (بليون دولار)                      | 17.85 مليار | 336.43 مليون              |
| الناتج المحلي الإجمالي (تعادل القوة الشرائية) بليون دولار | 27.88 مليار | 365.27 مليون              |
| الناتج المحلي الإجمالي الاسمي للفرد دولار أمريكي          | 924 | 3.02 ألف                  |
| الناتج المحلي الإجمالي للفرد دولار أمريكي                 | 1.79 ألف |                           |
| مؤشر التنمية البشرية                                      | 0.509 | 0.640                     |
| رمز المكالمات الدولي                                      | +263 | +691                      |
| رمز الإنترنت                                              | .zw | .fm                       |
| المنطقة الزمنية                                           | ت ع م+02:00 |                           |

## منظمات دولية مشتركة
يشترك البلدان في عضوية مجموعة من المنظمات الدولية، منها:
| علم المنظمة | اسم المنظمة                                 | تاريخ انضمام زيمبابوي | تاريخ انضمام ولايات ميكرونيسيا المتحدة |
| ----------- | ------------------------------------------- | --------------------- | -------------------------------------- |
|             | مجموعة دول أفريقيا والكاريبي والمحيط الهادئ | ?                     | ?                                      |
|             | مؤسسة التنمية الدولية                       | 29 سبتمبر 1980        | 24 يونيو 1993                          |
|             | الأمم المتحدة                               | 25 أغسطس 1980         | 17 سبتمبر 1991                         |
|             | المركز الدولي لتسوية المنازعات الاستشارية   | 19 يونيو 1994         | 24 يوليو 1993                          |
|             | الاتحاد الدولي للاتصالات                    | 10 فبراير 1981        | 18 مارس 1993                           |
|             | البنك الدولي للإنشاء والتعمير               | 29 سبتمبر 1980        | 24 يونيو 1993                          |
|             | منظمة حظر الأسلحة الكيميائية                | ?                     | ?                                      |
|             | مؤسسة التمويل الدولية                       | 29 سبتمبر 1980        | 24 يونيو 1993                          |
|             | وكالة ضمان الاستثمار متعدد الأطراف          | 10 أبريل 1992         | 11 أغسطس 1993                          |
|             | يونسكو                                      | 22 سبتمبر 1980        | 19 أكتوبر 1999                         |

## وصلات خارجية
- موقع وزارة الخارجية الزيمبابوية